# Russula vesca (burete)
Russula vesca (Elias Magnus Fries, 1836) din încrengătura Basidiomycota în familia Russulaceae și de genul Russula, denumită în popor holoptincă, bureți dobrești, bureți plăiești, pâinea pământului sau simplu vinețică, este o  specie de ciuperci comestibile care coabitează, fiind un simbiont micoriza (formează micorize pe rădăcinile arborilor). Ea se poate găsi în România, Basarabia și Bucovina de Nord oriunde pe sol, izolată sau în grupuri mai mici, în păduri de foioase și de conifere, deseori și pe marginile lor. Buretele, care se dezvoltă din mai până în octombrie, crește în câmpie și la deal, dar mai rar în munți.

## Descriere

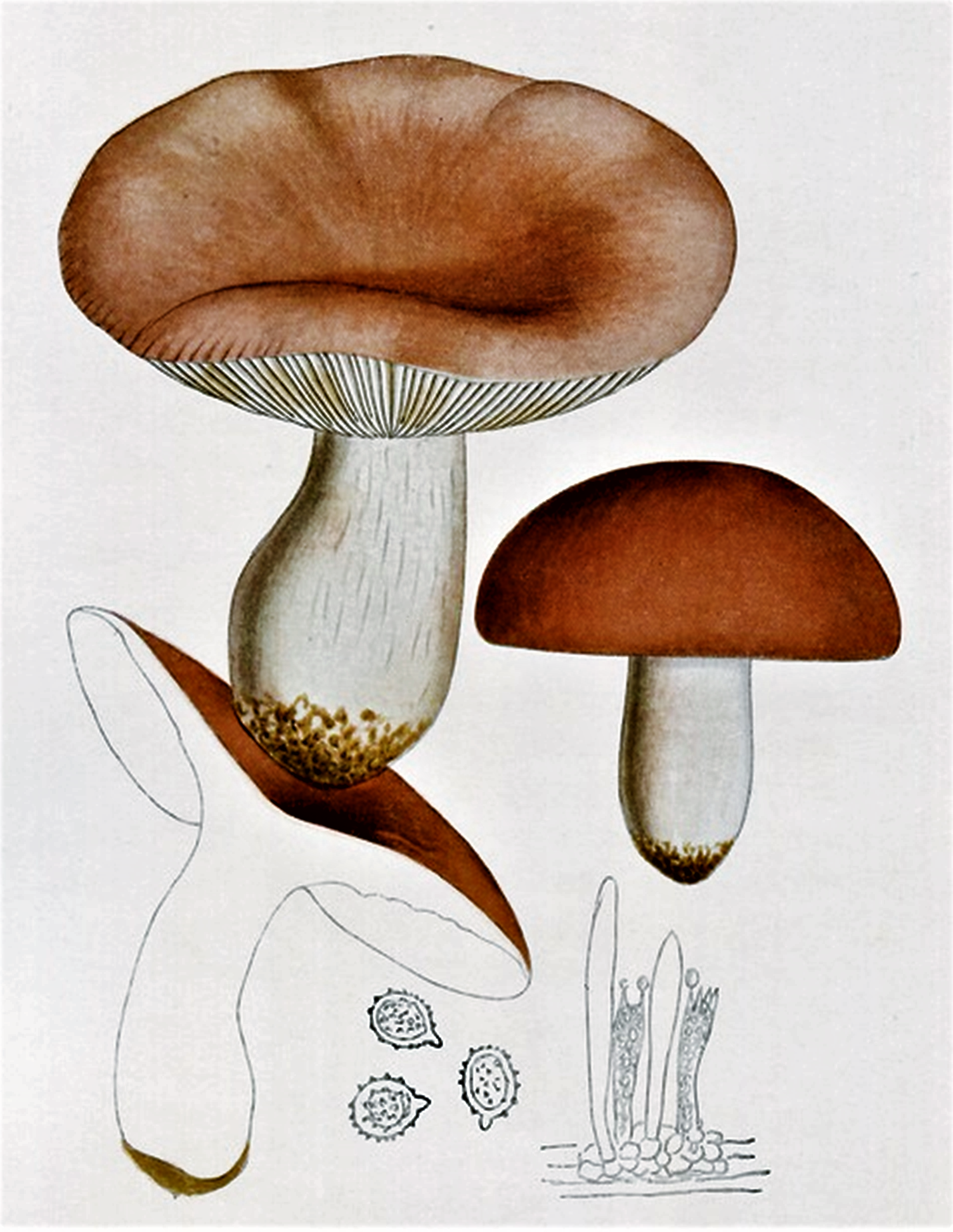
Bres.: Russula vesca

- Pălăria: este de mărime medie pentru ciuperci plin dezvoltate cu un diametru de aproximativ 6-11 cm, inițial semisferică cu marginea răsfrântă spre picior, apoi boltită, în sfârșit plată, adâncită în centru, cu marginea subțire și vâscoasă. Cuticula care poate fi cojită numai parțial, fiind dedesubt roșie ca carne, este netedă și lucioasă, la umezeală lipicioasă, striată adesea oară fin radial la periferie. Ea este mai scurtă decât lamelele. Culoarea pălăriei diferă, putându-se schimba de la tipicul gri-roșiatic la violet și brun, de multe ori cu o tentă violacee, mijlocul fiind măsliniu.
- Lamelele: sunt strânse, câteodată bifurcate, cam late și de aceeași lungime, decurente spre picior și acolo aderente, îngustate precum rotunjite, moi și ne-țăndărind. Coloritul este alb până la ocru palid, adesea pătate ruginiu.
- Piciorul: are o înălțime de 4-10,5 cm și o lățime de 1,5-3 cm, fiind dens, solid, casant, cilindric, ușor în jos conic, în tinerețe  plin și spongios la maturitate. Tija este albă, ocazional îngălbenind și cu pete mici ruginii.
- Carnea: este densă și foarte compactă în special la bază, cu miros imperceptibil și gust de nuci. Coloritul este albicios, cu tendința formării de pete  galbene murdare, cărămizii sau maronii. Ciuperca tăiată nu se decolorează la aer.
- Caracteristici microscopice: are spori hialini (translucizi), mici și rotunjori, având o mărime de 5,7-8,5 x 4,7-6,5 microni. Pulberea lor este albă.[3][4]
- Reacții chimice: Buretele se decolorează cu acid sulfuric roșu de Siena, cu anilină galben de lămâie (apoi verzui, după 3 ore roșiatic), cu tinctură de Guaiacum albastru-verzui, cu Hidroxid de potasiu galben, cu naftolul α albastru ca cerneala, cu rezorcină după câtva timp ușor ruginiu în sfârșit negru, cu sulfat de fier roșu cărămiziu  și cu sulfovanilină brun-negricios.[5]

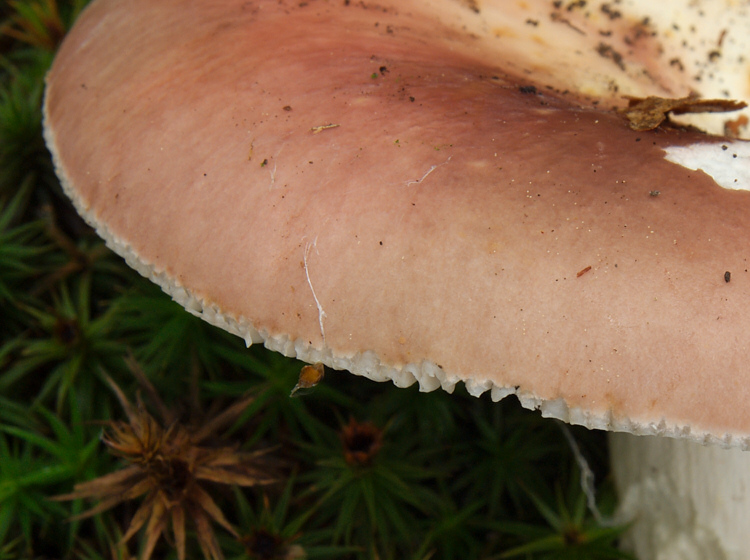
R. vesca, cuticula scurtă
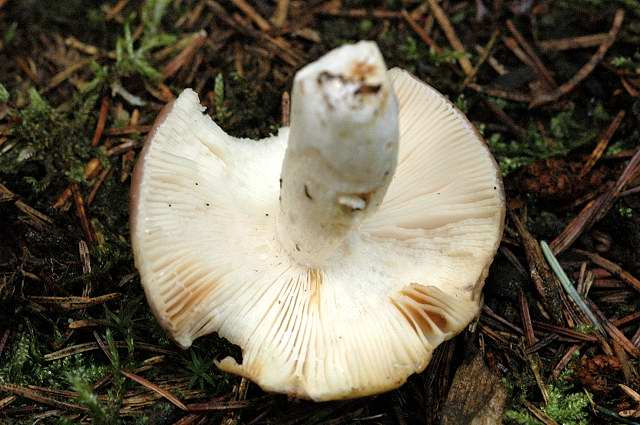
R. vesca, lamele și picior
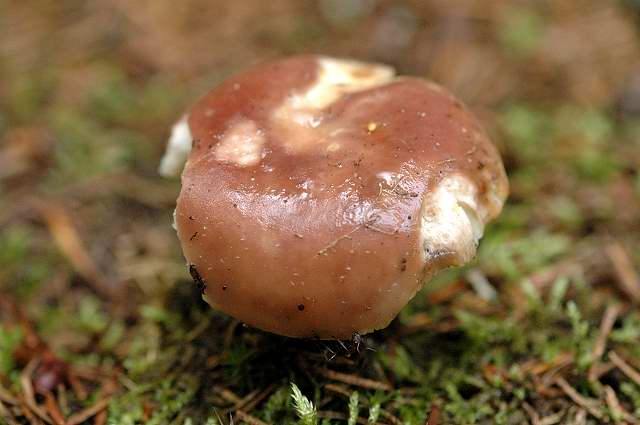
R. vesca mai tânără
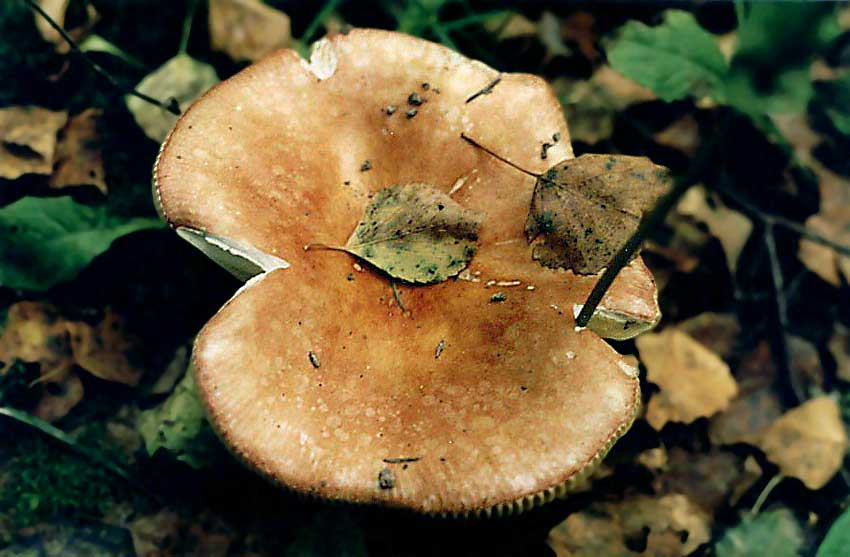
R. vesca bătrână

## Confuzii
Vinețica ar putea fi confundată între altele cu soiurile comestibile Russula aurea, Russula cyanoxantha Russula decipiens, Russula decolorans, Russula flava, Russula integra, Russula mustelina,  Russula paludosa, Russula rosea sin. Russula lepida, Russula rosacea, sau Russula xerampelina.
Dar de asemenea soiul poate fi confundat cu specii iute sau otrăvitoare ca Russula emetica (cea mai toxică), Russula fragilis (otrăvitoare),Russula luteotacta, Russula mesospora sin. Russula intermedia, Russula persicina, Russula pseudointegra, Russula rhodopus, Russula rubra, Russula sanguinea respectiv Russula violacea. Russula.badia sin. Russula friesii este necomestibilă din cauza mirosului (miroase ca o cutie de țigări după cedru), dar și gustul este neplăcut.

## Ciuperci asemănătoare

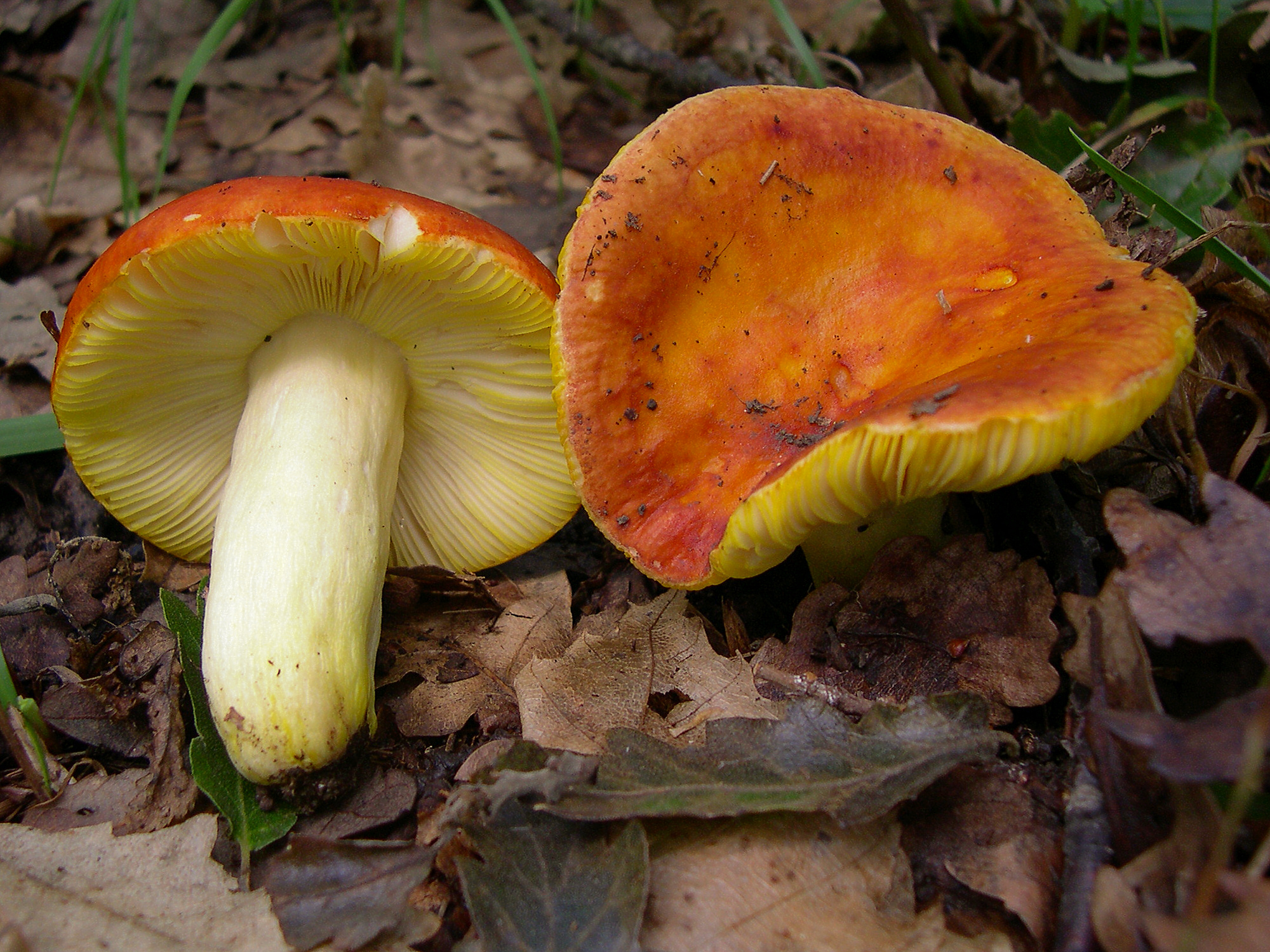
Russula aurea
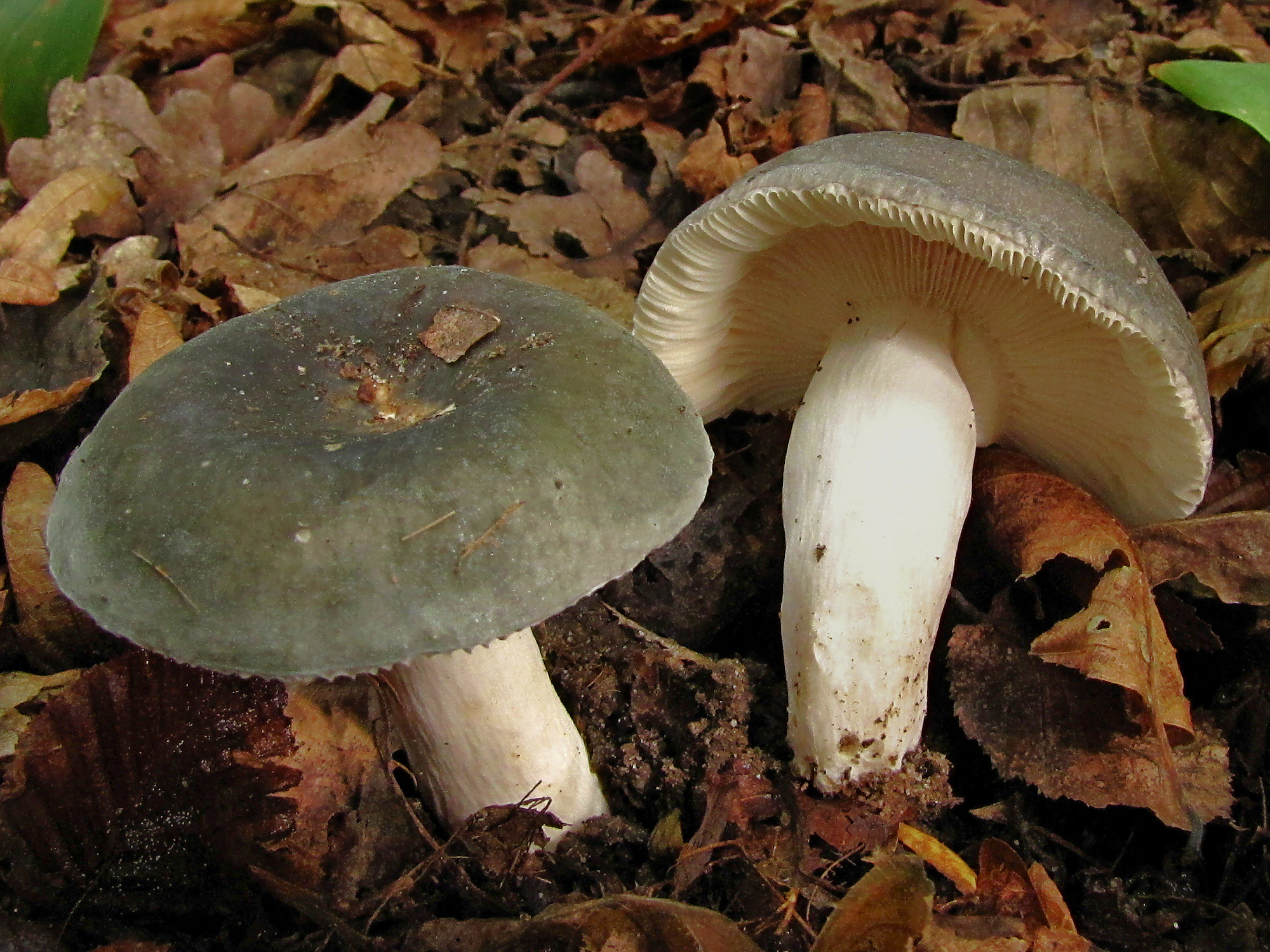
Russula cyanoxantha
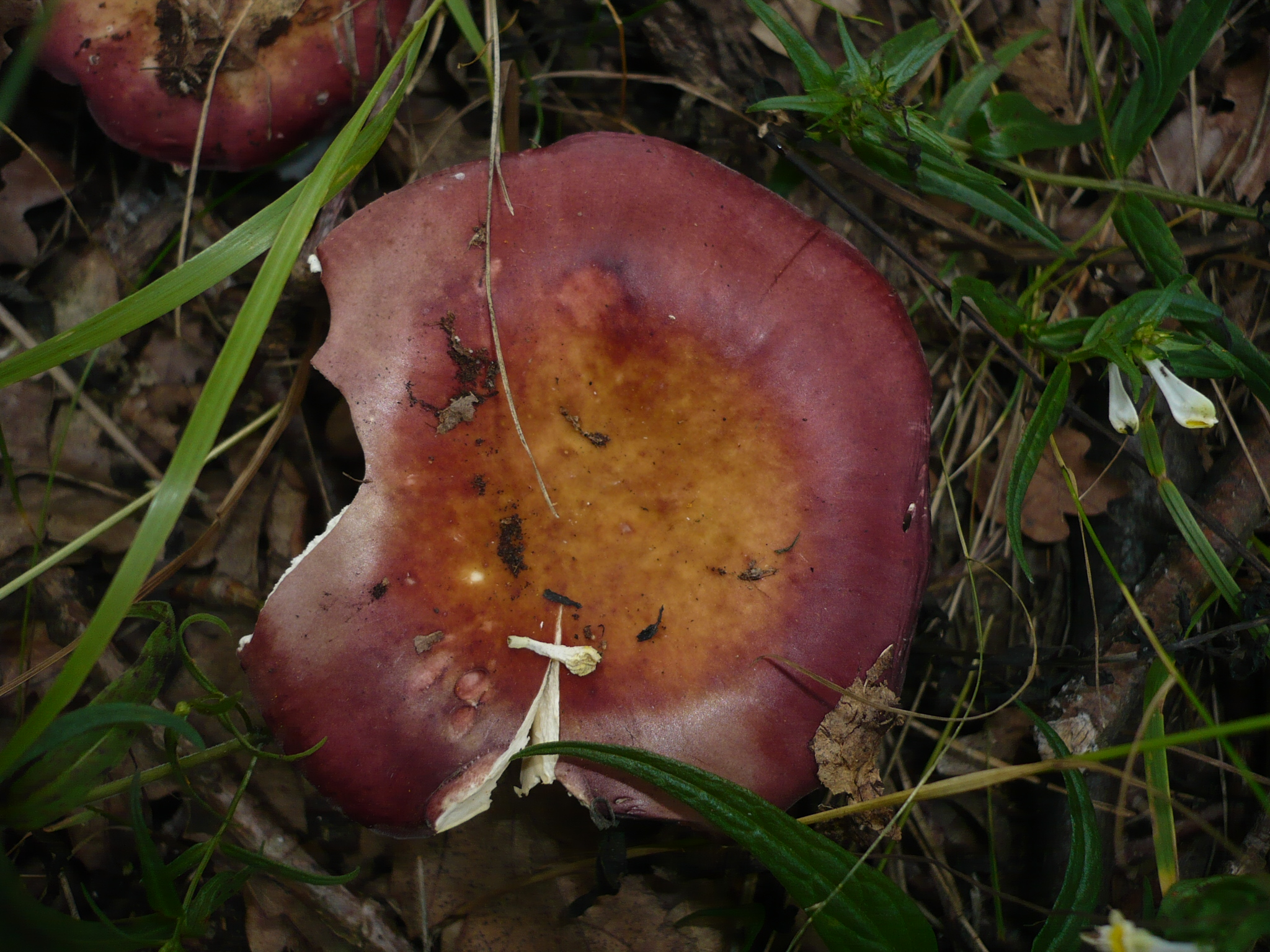
Russula decipiens
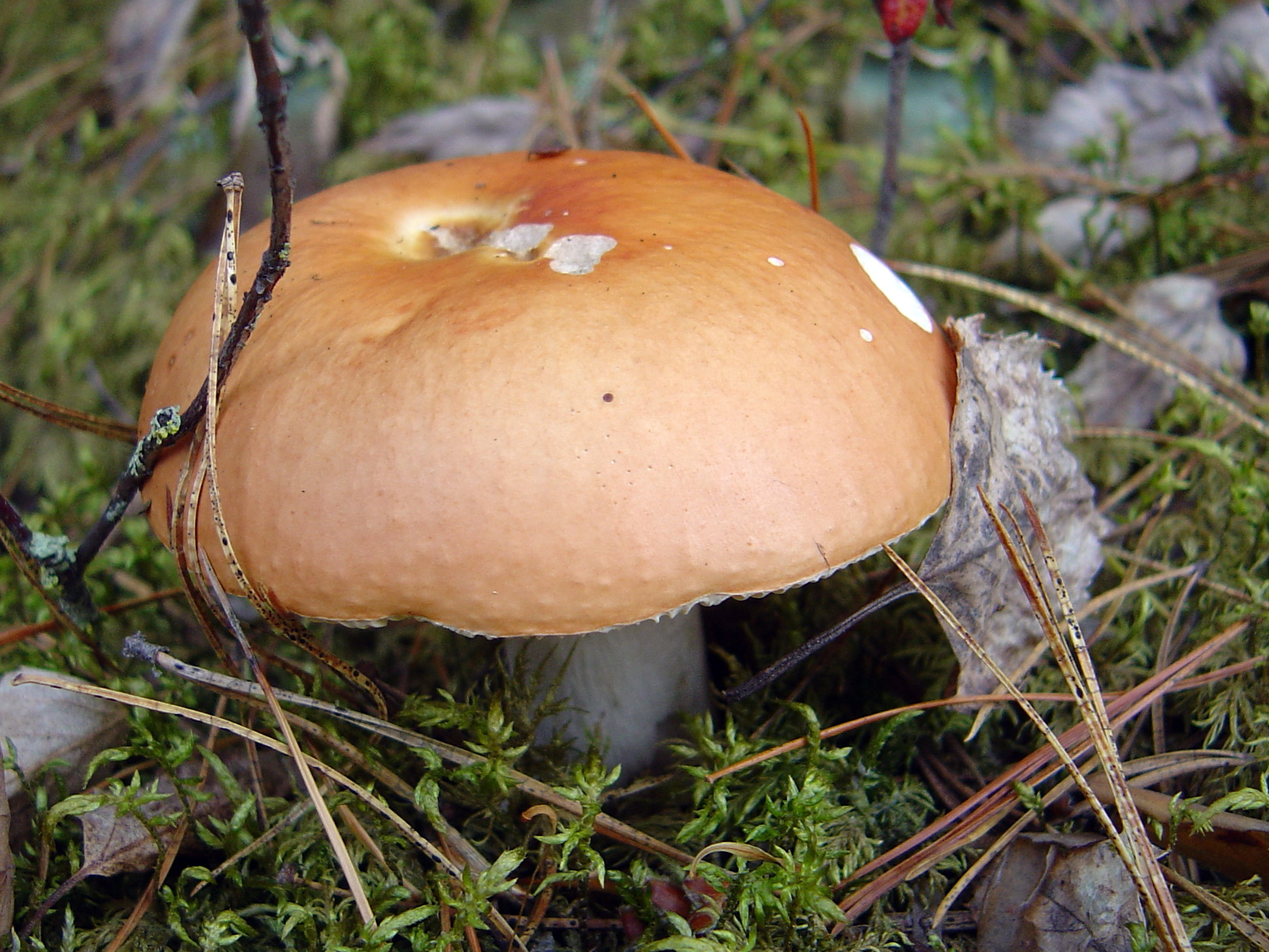
Russula decolorans
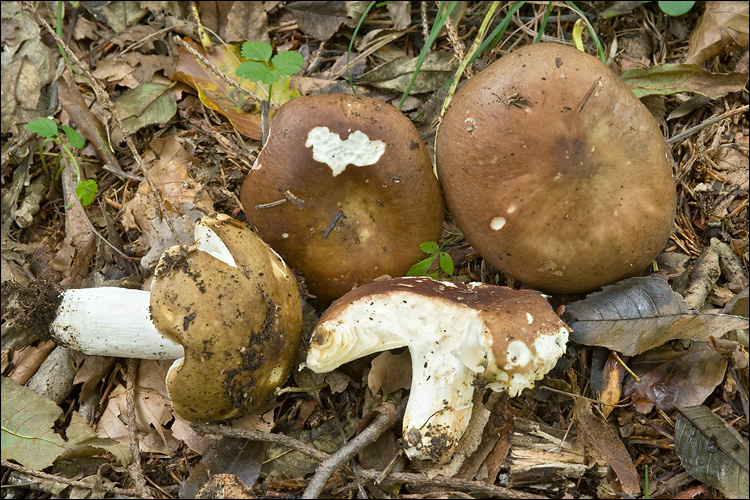
Russula integra
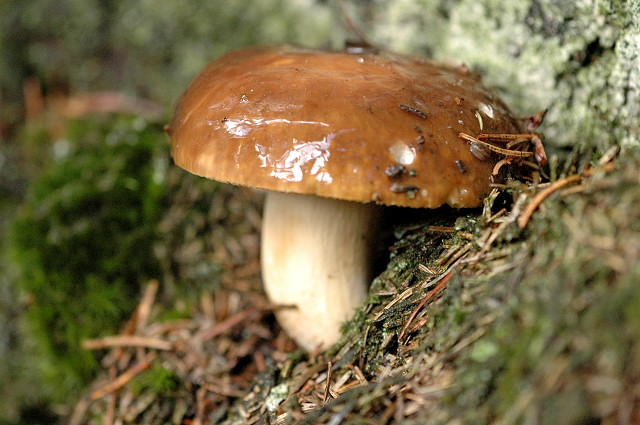
Russula.mustelina
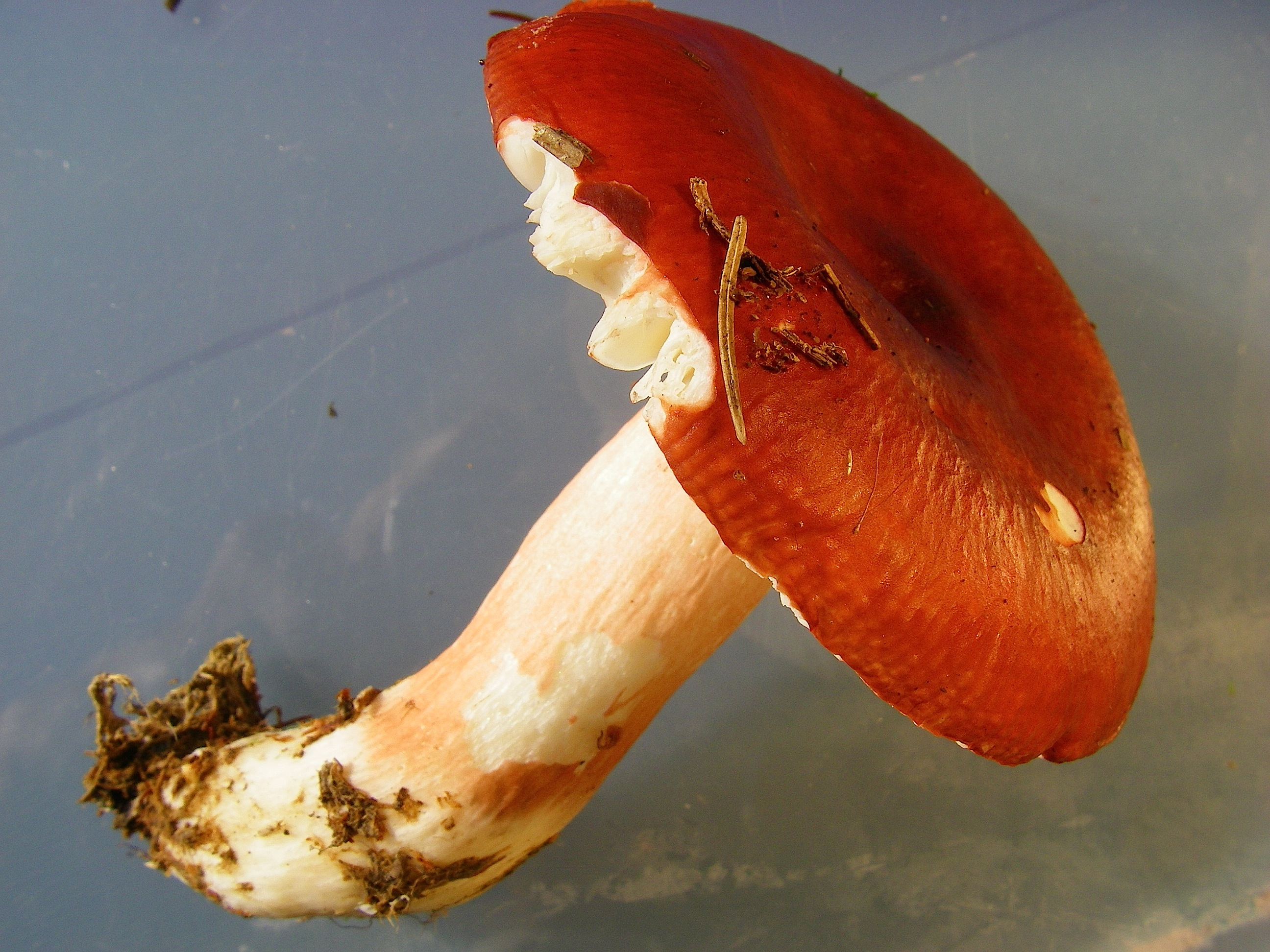
Russula paludosa
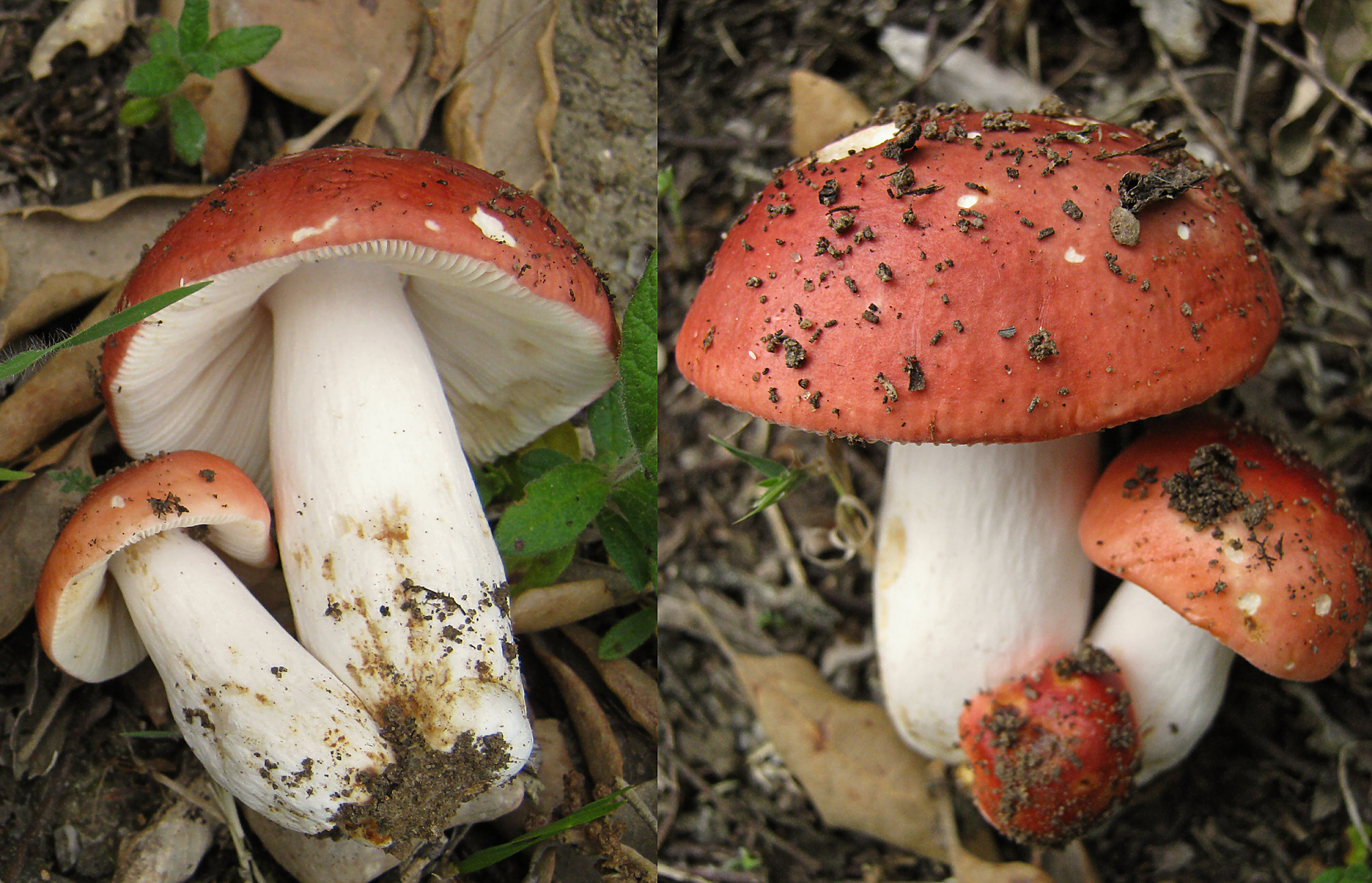
Russula rosea
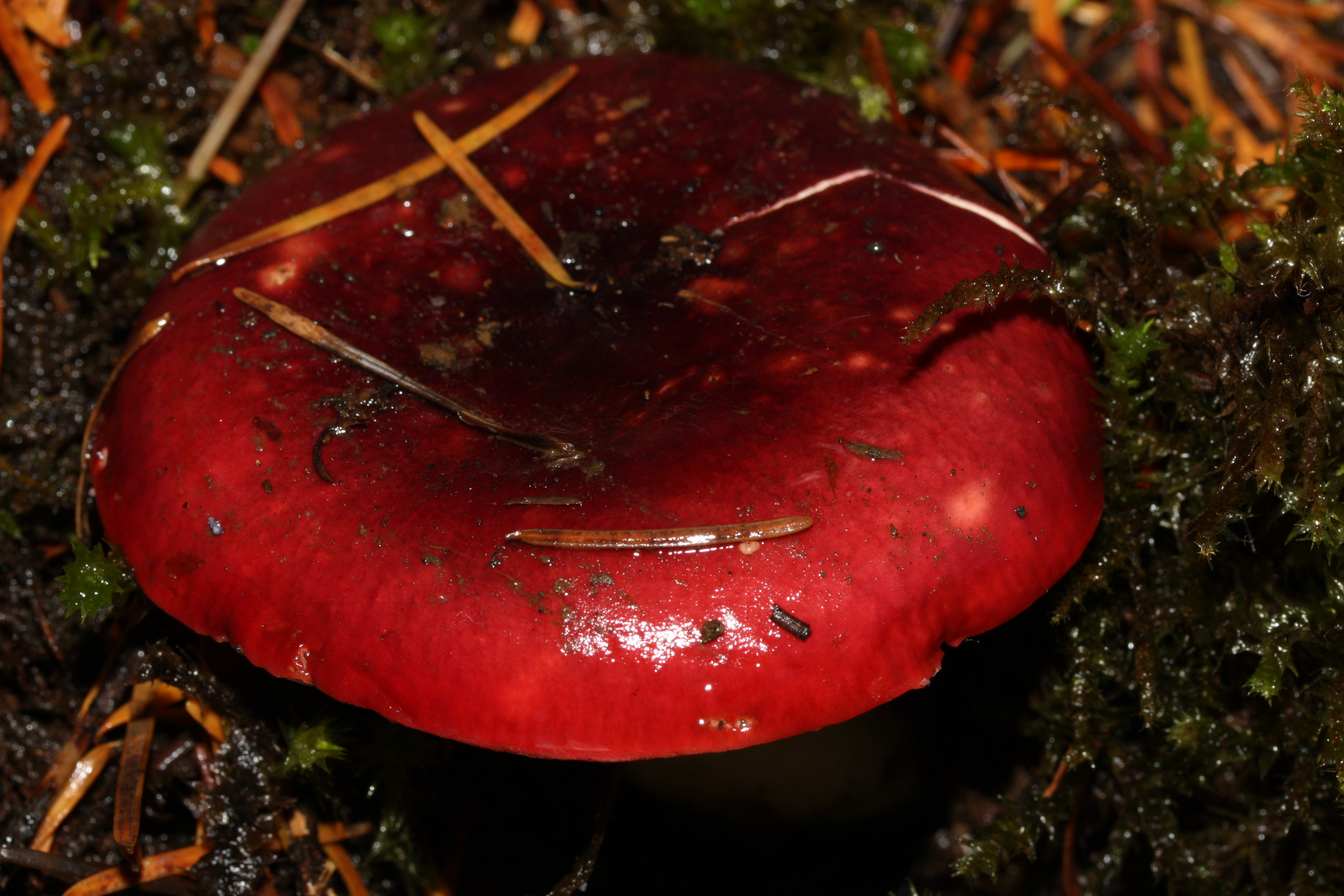
Russula xerampelina
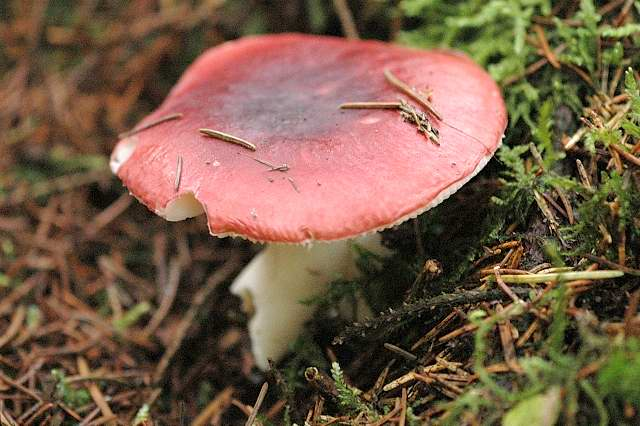
!Russula.badia!

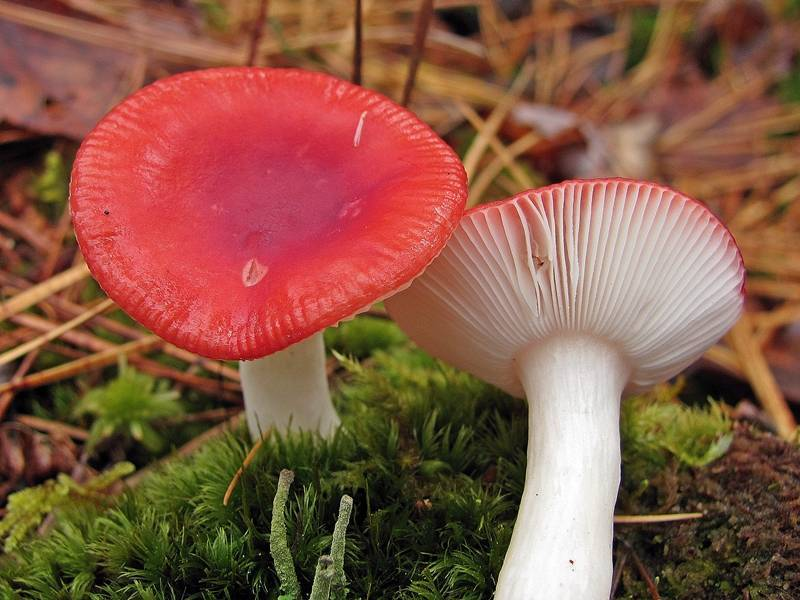
!!Russula emetica!!
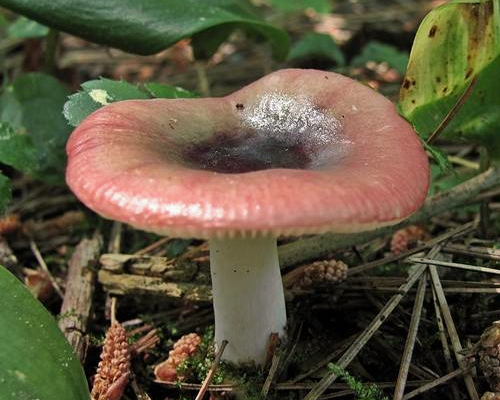
!!Russula fragilis!!
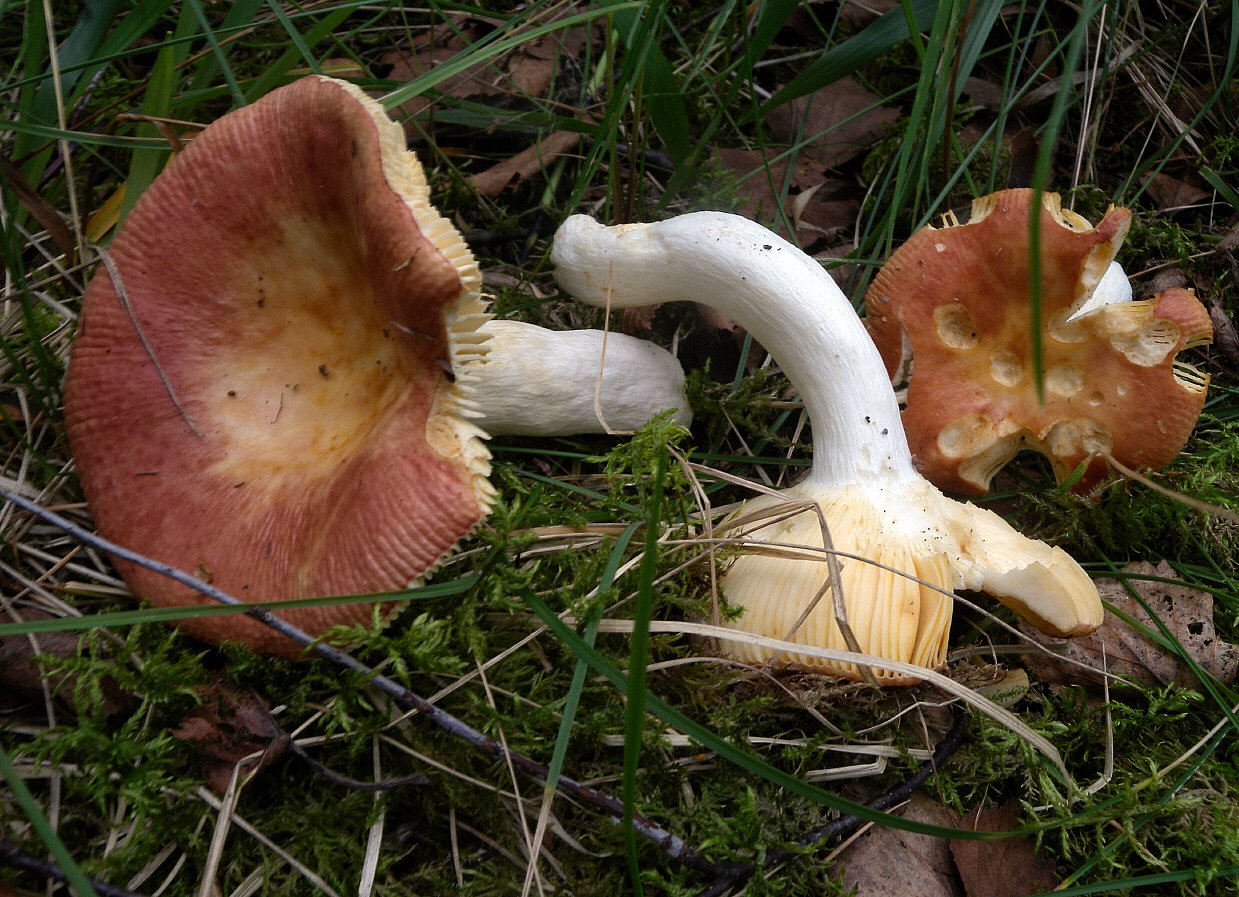
!Russula mesospora!
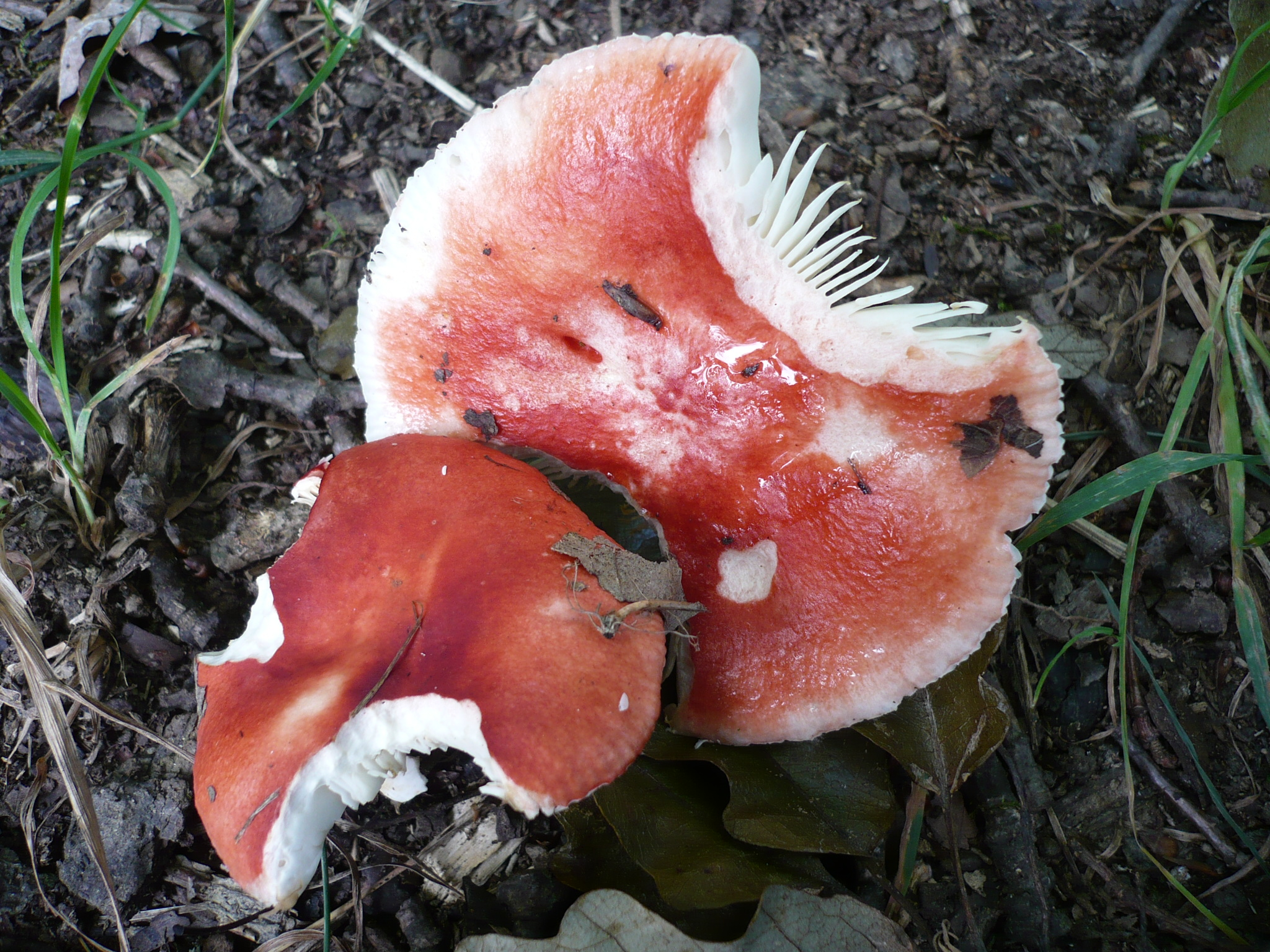
!Russula luteotacta!
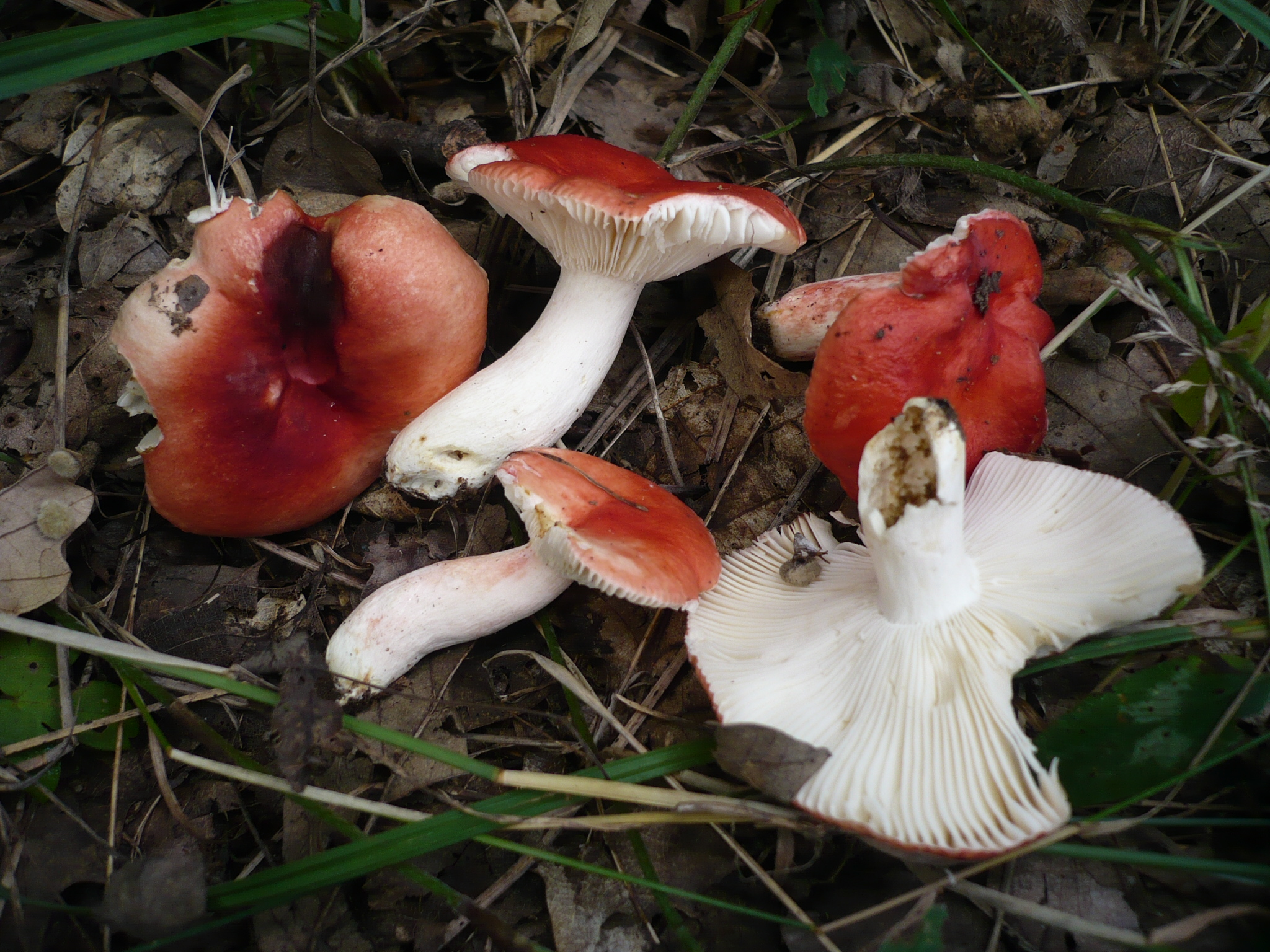
!Russula persicina!
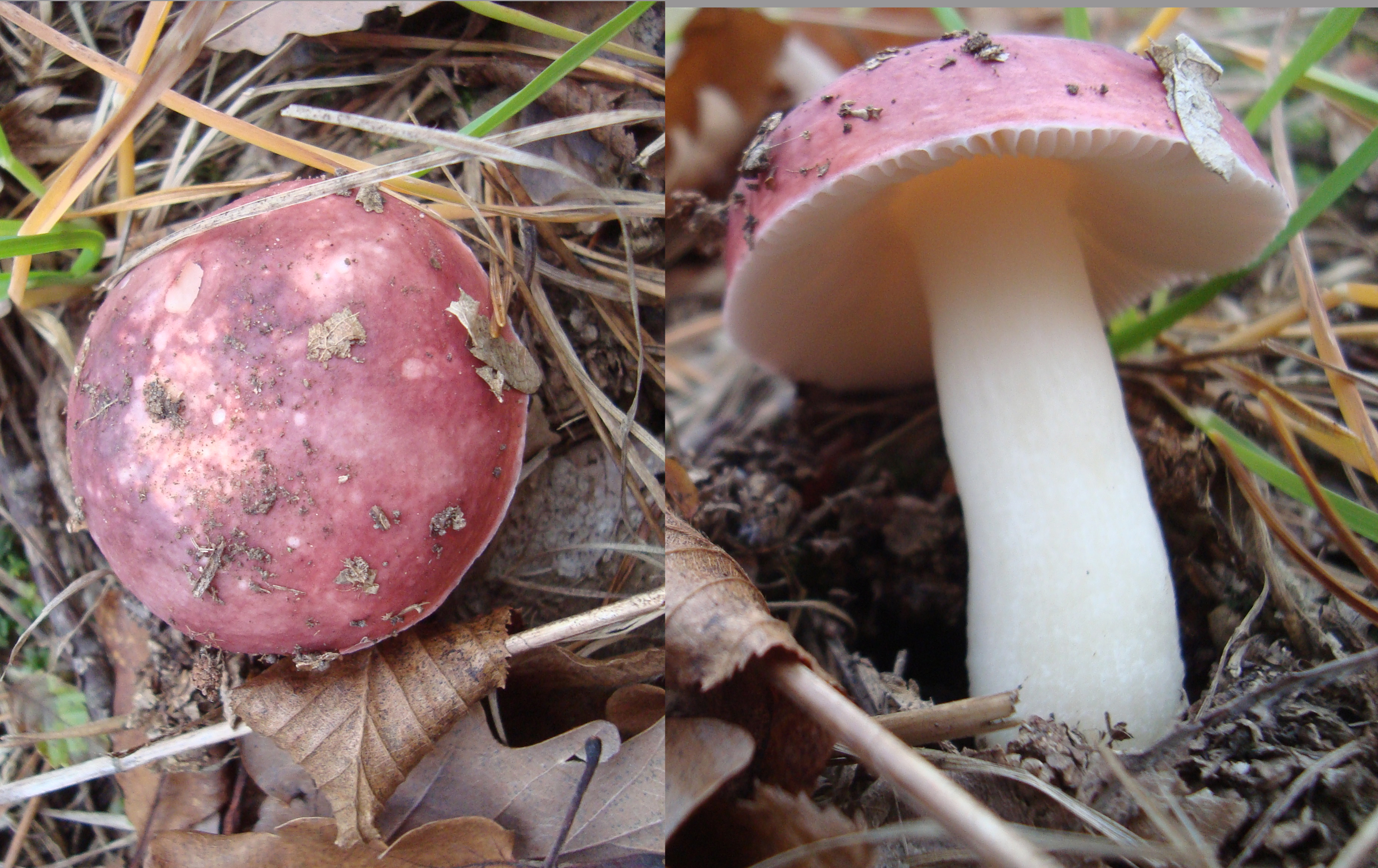
!Russula pseudointegra!
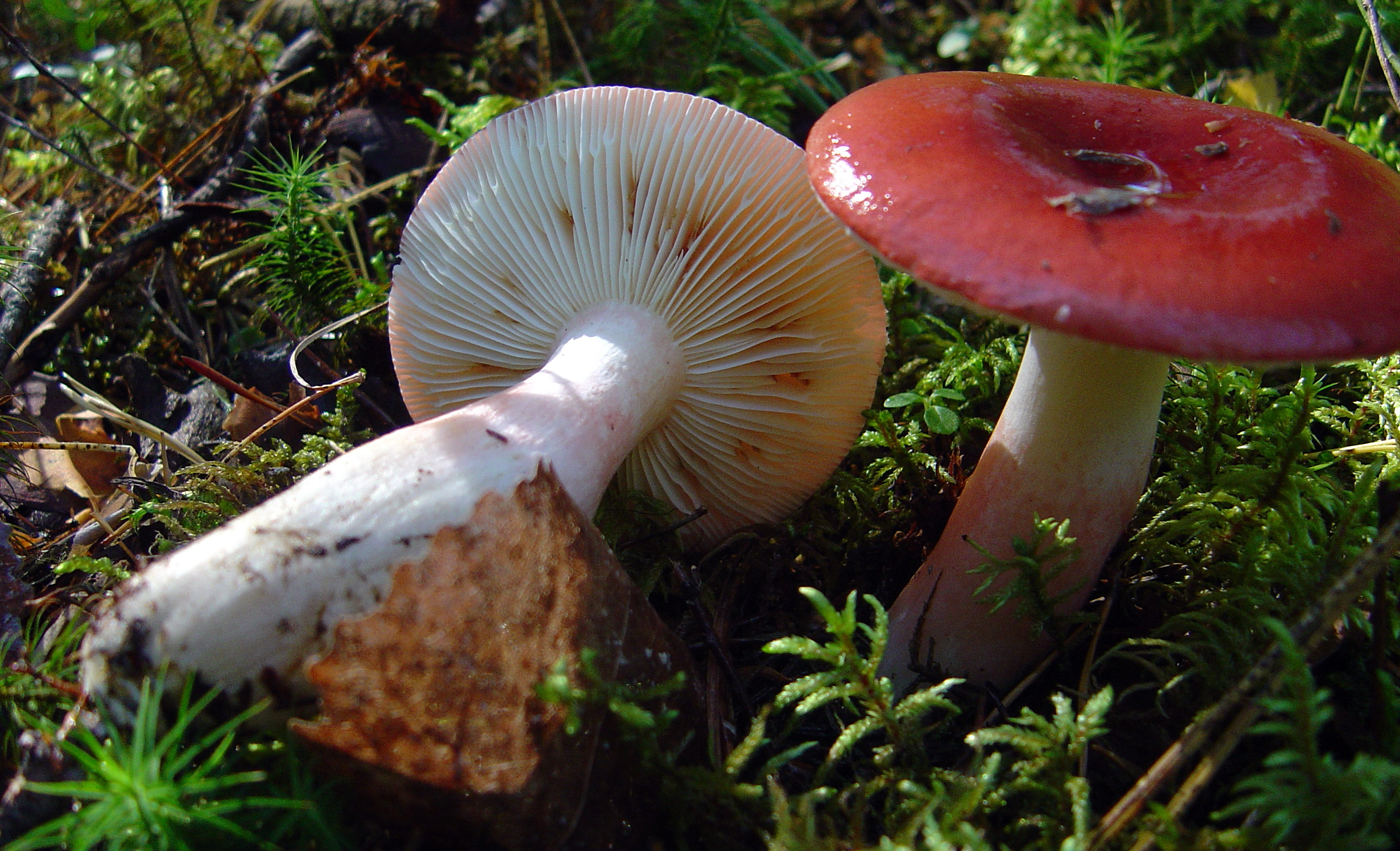
!Russula rhodopus!
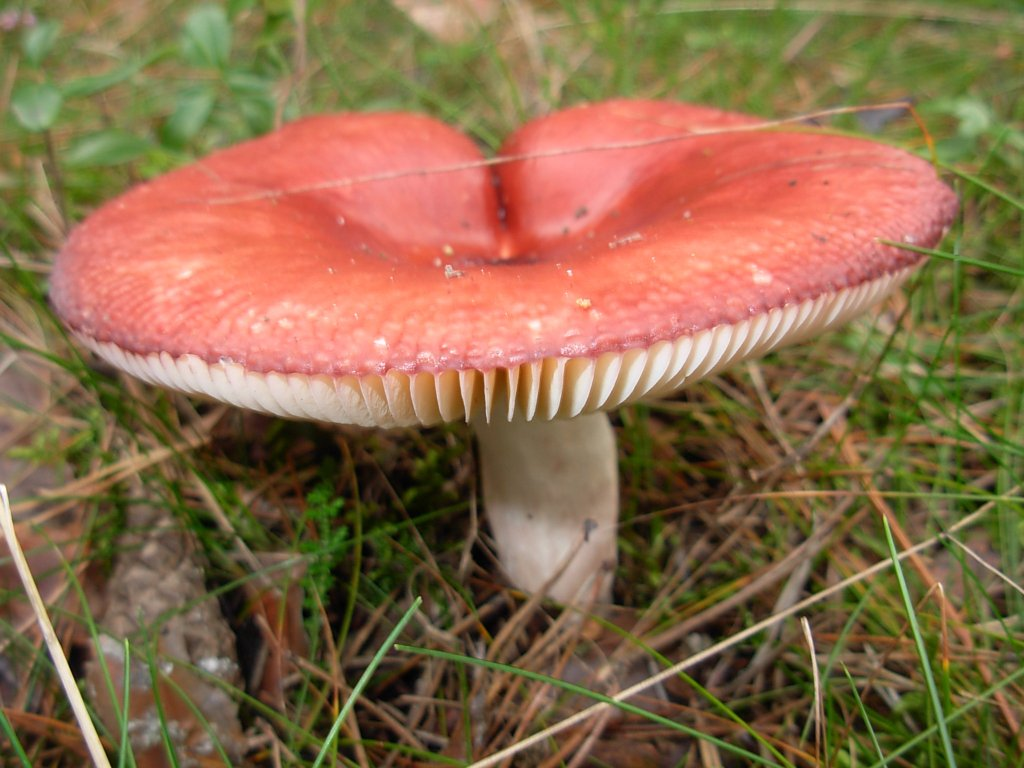
!Russula rubra!
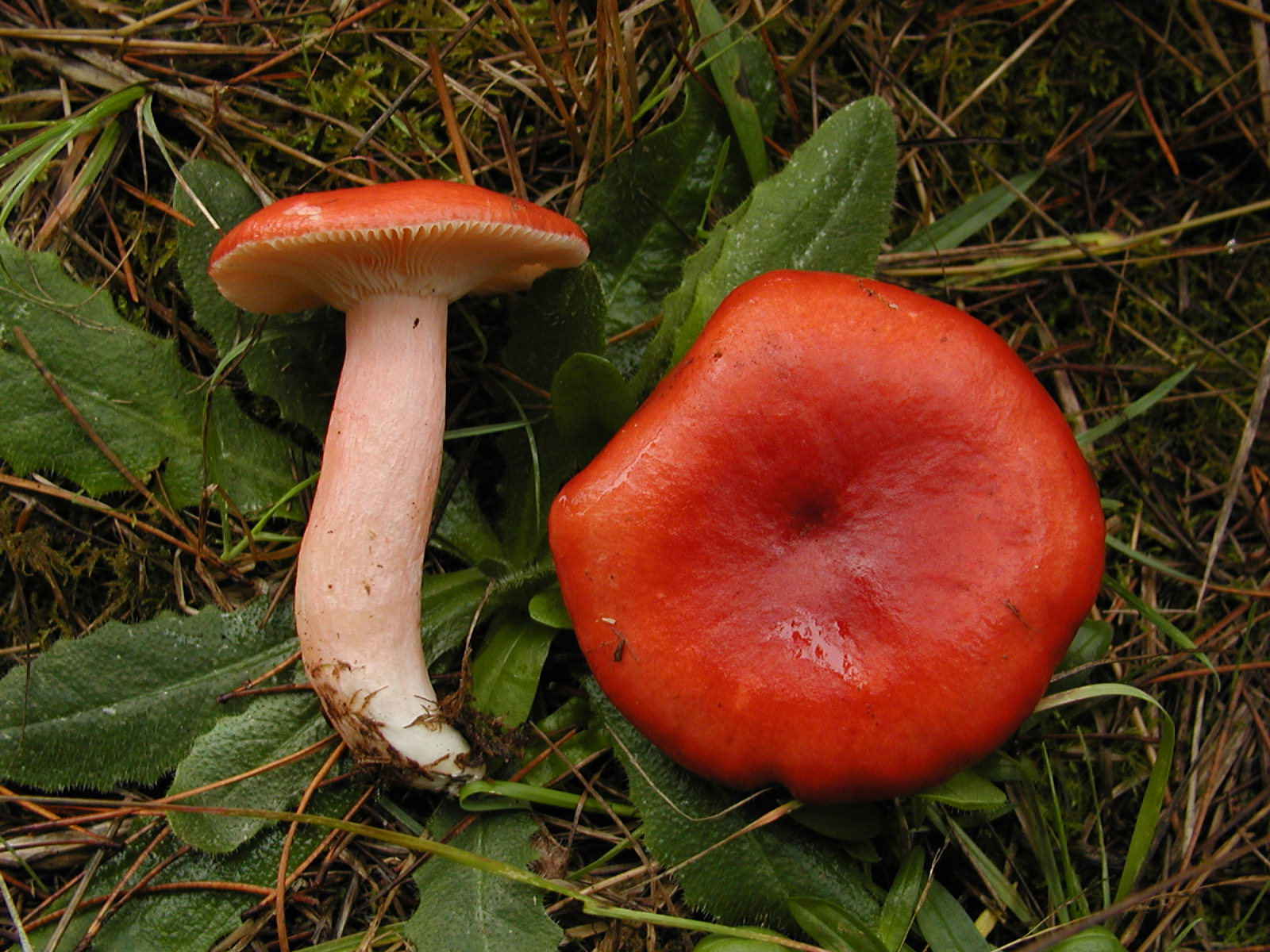
!Russula sanguinea!
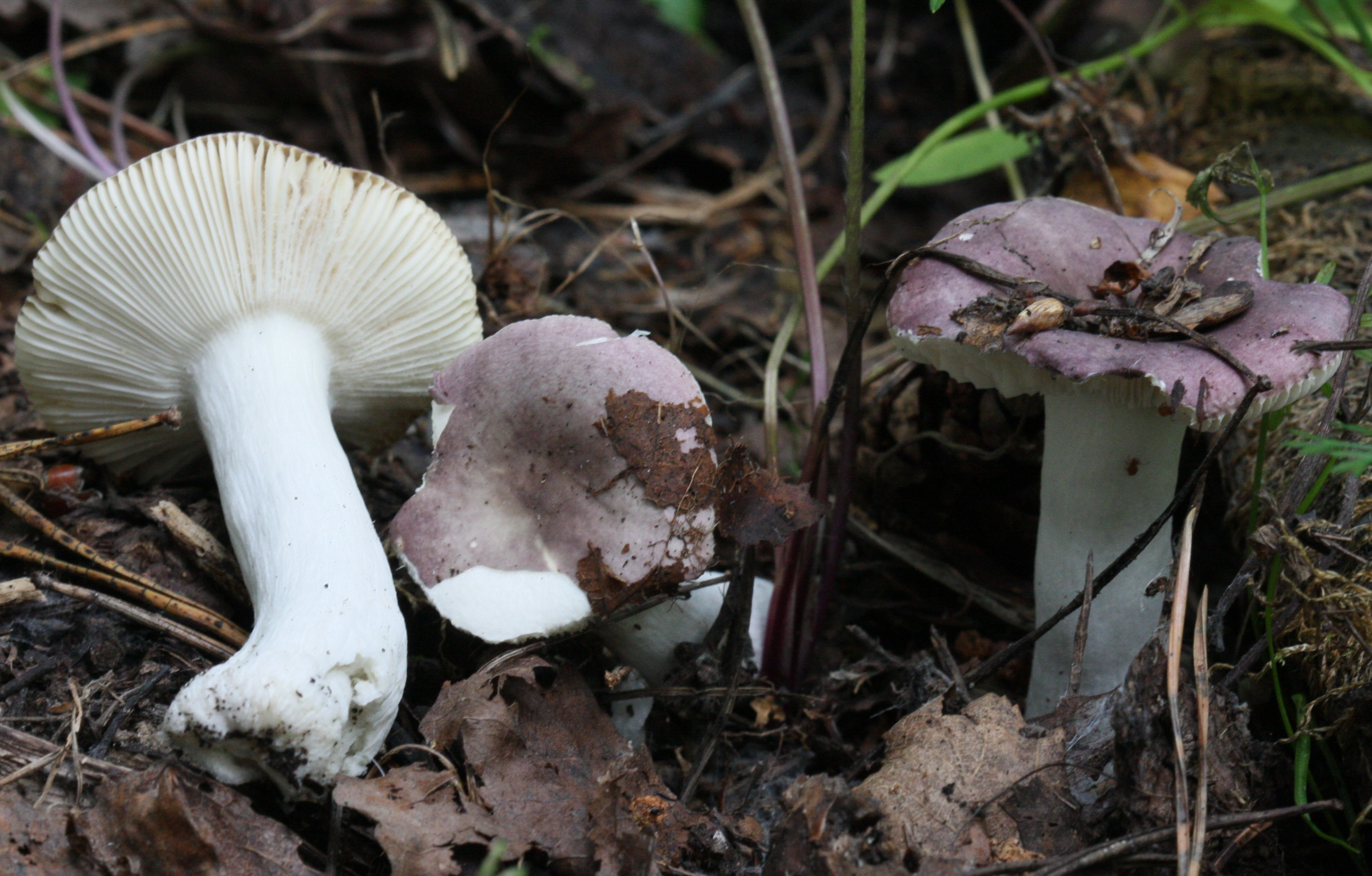
!Russula violacea!

## Valorificare
Vinețica este, pricinuit cârnii foarte dense și compacte, pentru unii, o ciupercă excelentă pentru consum, pentru alții, din cauza lipsirii de miros, mai puțin. Ea poate fi mâncată cel mai bine tânără, tăiată fin și crudă într-o salată cu maioneză, hrean, verdețuri sau cu hrean și frișcă precum pe mod ardelean, friptă, cu cepe, boia ardei, smântână și pătrunjel tocat. Porumbelul poate fi pregătit de asemenea la grătar cu unt „à la maître d'hôtel”. Uscat, singur nu este de mare valoare, dar el poate fi amestecat cu alți bureți de pădure.